# Erina Masuda
Erina Masuda (枡 田 絵 理 奈, Masuda Erina, sinh ngày 25 tháng 12 năm 1985, tại Yokohama, tỉnh Kanagawa) là một phát thanh viên tự do người Nhật. Cô là cựu phát thanh viên của TBS từ năm 2008 đến năm 2015.